# The Playlist (televisieserie)
The Playlist is een Zweedse docudrama gemaakt voor Netflix. Het is gebaseerd op het boek Spotify Untold, geschreven door Sven Carlsson en Jonas Leijonhufvud. De serie is een gefictionaliseerd verhaal over het ontstaan van de Zweedse streaming-dienst Spotify. De serie ging in première op 13 oktober en telde 6 afleveringen. 

## Verhaallijn
De jonge ondernemer Daniel Ek gaat de strijd aan met de  platenmaatschappijen en wil een beter alternatief bieden voor de piratenwebsites die er nu reeds bestaan. 

## Rolverdeling
| Acteur                | Personage        |
| --------------------- | ---------------- |
| Edvin Endre           | Daniel Ek        |
| Christian Hillborg    | Martin Lorentzon |
| Joel Lützow           | Andreas Ehn      |
| Gizem Erdogan         | Petra Hansson    |
| Ulf Stenberg          | Per Sundin       |
| Janice Kamya Kavander | Bobbi Thomasson  |